# Fredrika Stahl
Fredrika Stahl (Stockholm, 24 oktober 1984) is een Zweedse zangeres en componiste. Haar stijl ligt op de scheidslijn van jazz en pop.
Stahl verhuisde met haar ouders op vierjarige leeftijd naar Frankrijk en keerde weer terug naar Zweden toen ze twaalf jaar was. Na haar middelbare school keerde ze echter naar Parijs terug, waar ze nu nog woont. Haar debuutalbum A fraction of you bracht ze in 2006 uit bij Vogue. Hierna volgden tot heden nog vier albums, waaronder een klassiek album Bar classics vocal: greatest late hour blue songs in 2010. Stahls versie van Twinkle Twinkle Little Star werd gebruikt in een reclamespot voor de Nissan Juke.

## Discografie
- A Fraction of You (2006)
- Tributaries (2008)
- Sweep Me Away (2010)
- Bar classics vocal: greatest late hour blue songs (2010)
- Off to Dance (2013)

- Bibliothèque nationale de France: cb150546595 (data)
- Gemeinsame Normdatei: 135522617
- International Standard Name Identifier: 0000 0000 5520 5338
- Library of Congress Control Number: no2018001277
- MusicBrainz: b750d27e-6c28-4470-986c-17aa4aa91c36
- Système universitaire de documentation: 193861127
- Virtual International Authority File: 22426284
- WorldCat: E39PBJcrhvfMvVXCXrKpBxDwmd